# 6 Camelopardalis
6 Camelopardalis är en orange stjärna i stjärnbilden Giraffen.
Stjärnan har visuell magnitud +6,63 och är inte synlig för blotta ögat ens vid god seeing. Den befinner sig på ett avstånd av ungefär 875 ljusår.